# Ximena Hermoso
Ximena Hermoso (* 28. April 1991 in Heroica Puebla de Zaragoza) ist eine ehemalige  mexikanische Tennisspielerin.

## Karriere
Hermoso spielte hauptsächlich auf dem ITF Women’s Circuit, auf dem sie drei Turniersiege im Einzel und fünf im Doppel errungen hat. Ihre besten Weltranglistenpositionen erreichte sie 2012 mit Rang 331 im Einzel sowie 2013 mit Rang 329 im Doppel.
Ab 2009 spielte sie für die mexikanische Fed-Cup-Mannschaft, für die sie in 18 Begegnungen bei sieben Niederlagen 15 Siege beisteuern konnte.
Hermoso absolvierte im Oktober 2015 ihr letztes Turnier auf der Damentour; ab April 2016 wurde sie in der Einzelweltrangliste nicht mehr geführt.

## Turniersiege

### Einzel
| Nr. | Datum              | Turnier     | Kategorie   | Belag     | Finalgegnerin       | Ergebnis      |
| --- | ------------------ | ----------- | ----------- | --------- | ------------------- | ------------- |
| 1.  | 16. Juli 2011      | Tanger      | ITF $10.000 | Sand      | Fatima El-Allami    | 6:1, 7:65     |
| 2.  | 18. September 2011 | Porto Rafti | ITF $10.000 | Hartplatz | Ofri Lankri         | 4:6, 6:4, 6:2 |
| 3.  | 8. Juni 2013       | Amarante    | ITF $10.000 | Hartplatz | Nuria Párrizas Díaz | 6:3, 6:2      |

### Doppel
| Nr. | Datum            | Turnier                   | Kategorie   | Belag     | Partnerin              | Finalgegnerinnen                   | Ergebnis |
| --- | ---------------- | ------------------------- | ----------- | --------- | ---------------------- | ---------------------------------- | -------- |
| 1.  | 30. Mai 2009     | Braga                     | ITF $10.000 | Sand      | Daniela Múñoz Gallegos | Martina Babáková Davinia Lobbinger | 6:3, 6:4 |
| 2.  | 11. Oktober 2009 | Les Franqueses del Vallès | ITF $10.000 | Sand      | Garbiñe Muguruza       | Efrat Mishor Anna Zaja             | 6:2, 6:2 |
| 3.  | 7. Mai 2011      | Gran Canaria              | ITF $10.000 | Sand      | Ivette López           | Nicole Clerico Martina Caciotti    | 6:2, 6:3 |
| 4.  | 14. Mai 2011     | Teneriffa                 | ITF $10.000 | Sand      | Ivette López           | Yuka Mori Kaori Onishi             | 6:4, 7:5 |
| 5.  | 13. Oktober 2012 | Mexiko-Stadt              | ITF $10.000 | Hartplatz | Marcela Zacarías       | Nika Kukhartschuk Jessica Lawrence | 6:3, 7:5 |